# Karol Łazar
Karol Łazar (ur. 7 lipca 1976 w Gorzowie Wielkopolskim) – polski wioślarz, ekonomista, olimpijczyk z Sydney 2000.

## Życiorys
W trakcie kariery sportowej reprezentował klub AZS-AWF Gorzów Wielkopolski. Wielokrotny medalista mistrzostw Polski:
- złoty
- w czwórce podwójnej w roku 1997 (partnerami byli: Daniel Bernatajtys, P Konecki, Adam Korol), w roku 2000 (partnerami byli: Michał Jeliński, Tomasz Kucharski, Piotr Kazaniecki)
- srebrny
  - w dwójce podwójnej w latach 1996, 1997 (partnerem był Grzegorz Kamelski), 2000 (partnerem był Michał Jeliński);
  - w czwórce podwójnej w roku 1999 (partnerami byli: Michał Jeliński, Grzegorz Kamelski, Piotr Kazaniecki);

Uczestnik mistrzostw świata w: Kolonii (1998) – 6. miejsce w czwórce podwójnej (partnerami byli: Daniel Bernatajtys, Przemysław Lewandowski, Michał Wojciechowski), St. Catharines (1999) – 11. miejsce w czwórce podwójnej (partnerami byli: Michał Wojciechowski, Adam Bronikowski, Sławomir Kruszkowski).
Na igrzyskach w Sydney wystartował w czwórce podwójnej (partnerami byli:Sławomir Kruszkowski, Adam Bronikowski, Michał Wojciechowski. Polska osada zajęła 8. miejsce.